# Museu Marítimo da Finlândia
O Museu Marítimo da Finlândia (em finlandês:  Suomen merimuseo, em sueco:  Finlands sjöhistoriska museum) é um museu em Kotka, na Finlândia. O acervo do Museu Marítimo da Finlândia possui aproximadamente 15 mil itens.

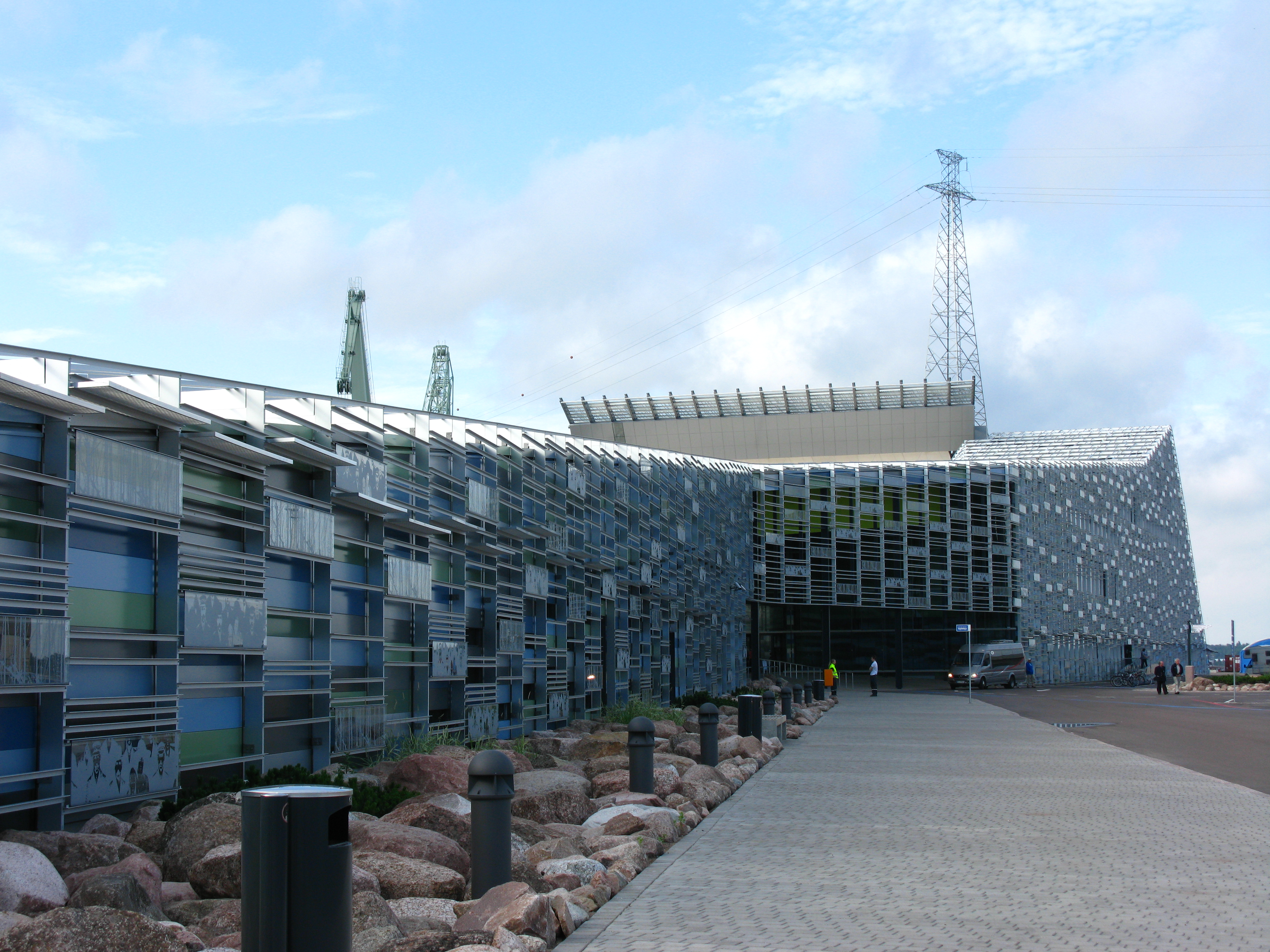
O Museu Marítimo tem funcionado desde julho de 2008 no Centro Marítimo de Vellamo. Antes ele estava localizado em Helsínquia.